# Circondario dell'Elba-Elster
Il circondario dell'Elba-Elster (in tedesco Landkreis Elbe-Elster) è un circondario (Landkreis) del Brandeburgo, in Germania.

Comprende 11 città e 22 comuni.

Il capoluogo è Herzberg (Elster), il centro maggiore Finsterwalde.

## Storia
Il circondario dell'Elba-Elster fu creato nel 1993 dall'unione dei 3 precedenti circondari di Bad Liebenwerda, Finsterwalde ed Herzberg (Elster).

## Geografia fisica
Il circondario dell'Elba-Elster confina a nord con il Teltow-Fläming ed il Dahme-Spreewald, ad est con l'Oberspreewald-Lausitz, a sud con il Torgau-Oschatz (in Sassonia), ad ovest con il circondario di Wittenberg (in Sassonia-Anhalt) e il Riesa-Großenhain (in Sassonia).

## Geografia antropica

### Suddivisioni amministrative
Il circondario dell'Elba-Elster si compone di 10 città indipendenti (Amtsfreie Stadt), 1 comune indipendente (Amtsfreie Gemeinde) e 5 comunità amministrative (Amt), che raggruppano complessivamente 1 città e 21 comuni.
Città indipendenti
- Bad Liebenwerda
- Doberlug-Kirchhain
- Elsterwerda
- Falkenberg/Elster
- Finsterwalde
- Herzberg (Elster)
- Mühlberg/Elbe
- Schönewalde
- Sonnewalde
- Uebigau-Wahrenbrück

Comuni indipendenti
- Röderland

Comunità amministrative
- Amt Elsterland
  - comuni di Heideland; Rückersdorf; Schilda; Schönborn; Tröbitz
- Amt Kleine Elster (Niederlausitz)
  - comuni di Crinitz; Lichterfeld-Schacksdorf; Massen-Niederlausitz; Sallgast
- Amt Plessa
  - comuni di Gorden-Staupitz; Hohenleipisch; Plessa; Schraden
- Amt Schlieben
  - città di Schlieben
  - comuni di Fichtwald; Hohenbucko; Kremitzaue; Lebusa
- Amt Schradenland
  - comuni di Gröden; Großthiemig; Hirschfeld; Merzdorf

## Società

### Evoluzione demografica
- Sviluppo della popolazione dal 1875 entro gli attuali confini (linea blu: popolazione; linea puntata: confronto dello sviluppo della popolazione dello stato del Brandenburgo; sfondo grigio: ai tempi del governo nazista; sfondo rosso: al tempo del governo comunista).
- Sviluppo recente della popolazione (linea blu) e previsioni.